# Erysimum parnassi
Erysimum parnassi är en korsblommig växtart som först beskrevs av Pierre Edmond Boissier och Theodor Heinrich von Heldreich, och fick sitt nu gällande namn av Heinrich Carl Haussknecht. Erysimum parnassi ingår i släktet kårlar, och familjen korsblommiga växter. Inga underarter finns listade i Catalogue of Life.